# 韦尔热鲁
韦尔热鲁（法語：Vergeroux，法語發音：[vɛʁʒəʁu]）是法国滨海夏朗德省的一个市镇，位于该省西部偏北，属于罗什福尔区。

## 地理
韦尔热鲁（45°57'39"N, 0°59'10"W）面积5.53 平方千米，位于法国新阿基坦大区滨海夏朗德省，该省份为法国西部滨海省份，北起旺代省，西临大西洋，南至吉倫特省，东南接多爾多涅省，东北接德塞夫勒省接壤，东临夏朗德省。
与韦尔热鲁接壤的市镇（或旧市镇、城区）包括：布勒伊马涅、羅什福爾、圣洛朗德拉普雷、夏朗德河畔圣纳泽尔。

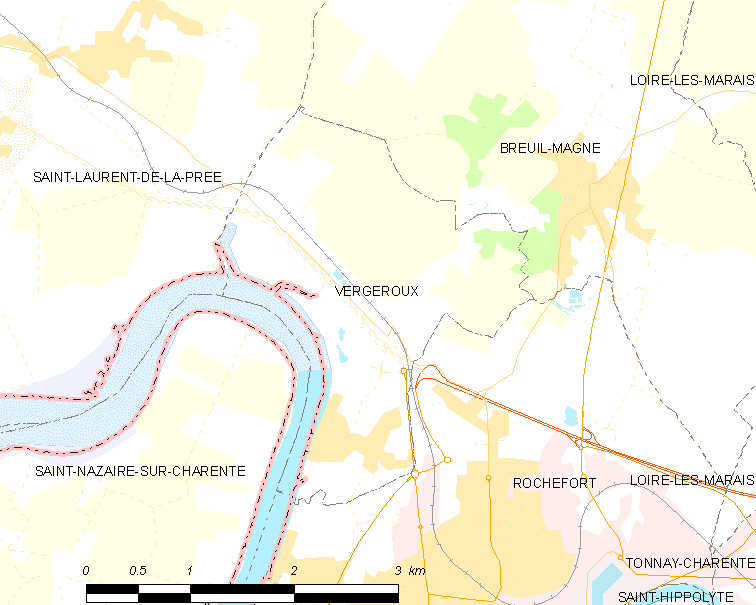
韦尔热鲁的OSM定位图

韦尔热鲁的时区为UTC+01:00、UTC+02:00（夏令时）。

## 行政
韦尔热鲁的邮政编码为17300，INSEE市镇编码为17463。

## 政治
韦尔热鲁所属的省级选区为托奈夏朗德县。

## 人口

1962-2008年间韦尔热鲁人口变化图示

韦尔热鲁于2022年1月1日时的人口数量为1285人。